# Landsberg am Lech

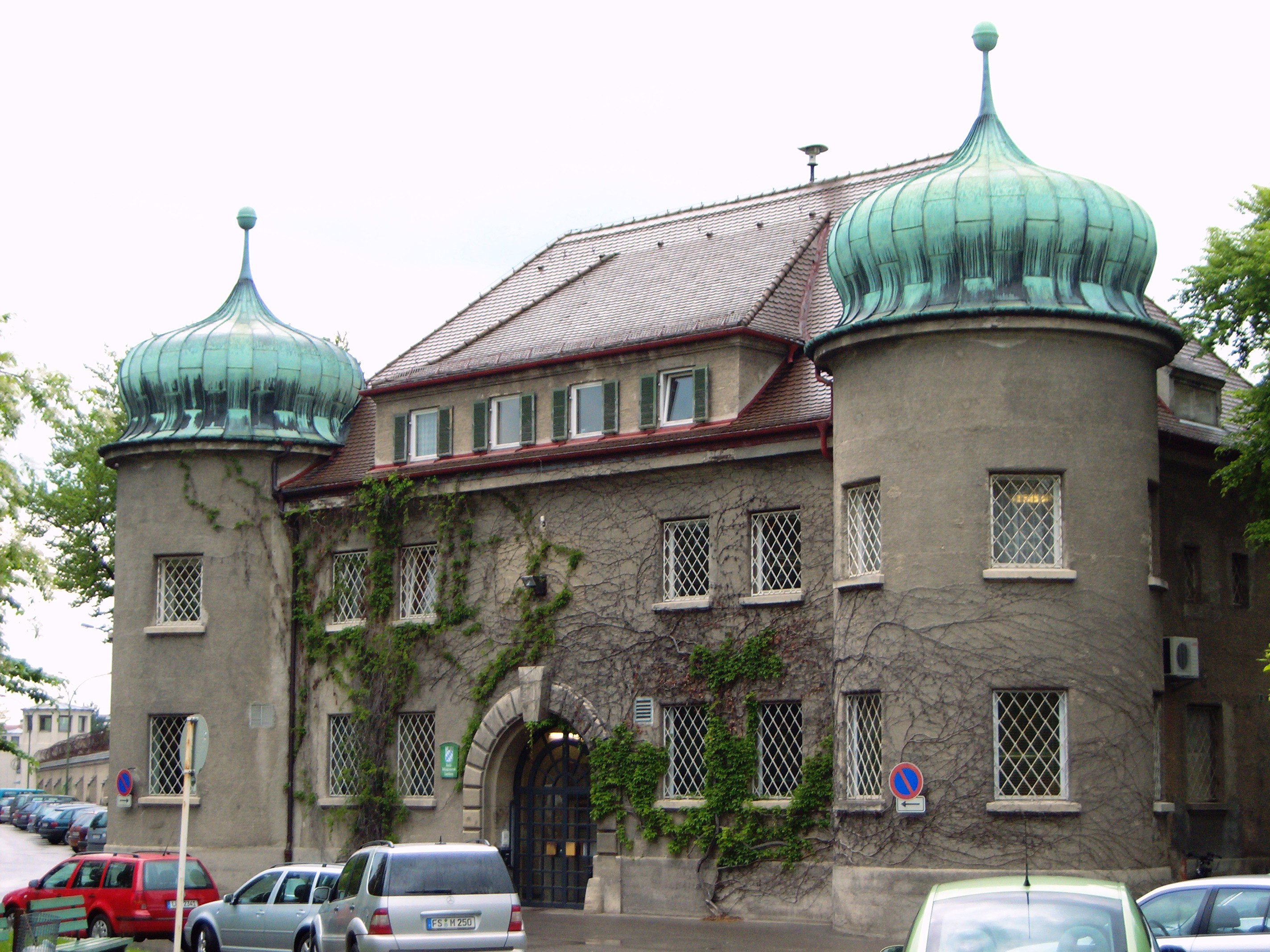
Prisão de Landsberg, onde Adolf Hitler esteve preso e escreveu o livro Mein Kampf

Landsberg é uma cidade da Alemanha capital no distrito de Landsberg, região administrativa de Alta Baviera, estado da Baviera. Está situada no sudoeste da Baviera, a 65 quilômetros a oeste de Munique e 35 quilômetros ao sul de Augsburgo.
A cidade é famosa por sua prisão, onde Adolf Hitler esteve preso em 1924 e escreveu seu livro Mein Kampf (Minha Luta), junto com Rudolf Hess. A cela ocupada por ele, de nº 7, tornou-se objeto de culto, visitada por grande número de simpatizantes do nazismo durante o seu período como Führer da Alemanha, entre 1933 e 1945.
Landsberg também é o berço da Juventude Hitlerista e foi um dos maiores campos de refugiados judeus após a II Guerra Mundial. Na prisão onde Hitler cumpriu pena, mais de 150 criminosos de guerra nazistas foram executados após 1945.
O campo de refugiados foi criado dentro de um campo de concentração militar existente em Landsberg durante a guerra, que em outubro de 1944 comportava mais de 5000 internos, a maioria deles vindos da União Soviética e dos Estados Bálticos.
O campo foi libertado em 28 de abril de 1945 por tropas do Exército dos EUA e por ordem do comandante, general Taylor, as tropas ocupantes permitiram que a imprensa mundial tivesse acesso ao local e mostrasse ao mundo as atrocidades ali cometidas aos prisioneiros; o comandante também obrigou os alemães da cidade, civis e militares, a refletir sobre os crimes cometidos e enterrarem os corpos encontrados com as próprias mãos nuas. Num episódio bastante divulgado na época, duas jovens alemãs que se retiraram do local rindo foram obrigadas a passar a noite no campo com os mortos e a assistir a seu enterro nos dias seguintes.
Após a guerra, transformado por algum tempo em campo de refugiados, tornou-se de grande influência entre a colônia judia sem-teto da Europa, divulgando sua cultura, criando escolas religiosas, imprimindo jornais e administrando organizações para divulgação das observâncias religiosas judaicas. Foi finalmente fechado em outubro de 1950.

## NaTV
A dramatização da descoberta e da liberação do campo de Landsberg pode ser vista na minissérie de tv Band of Brothers, de 2003.